# Björn Nordqvist
Björn Nordqvist (ur. 6 października 1942 w Hallsbergu) – szwedzki piłkarz, obrońca.

## Kariera klubowa
W młodości był zawodnikiem IFK Hallsberg. Od początku seniorskiej kariery grał w IFK Norrköping, gdzie spędził 11 sezonów, wygrywając w międzyczasie 2 razy Allsvenskan (1962, 1963) i raz puchar Szwecji (1968). W 1972 roku, mając 30 lat wyjechał do Holandii, aby grać w PSV Eindhoven. Wraz z PSV zdobył puchar (1974) i mistrzostwo (1975) kraju. Potem wrócił do Szwecji i na dalszym etapie kariery grał jeszcze dla IFK Göteborg i Örgryte IS, gdzie zakończył karierę w 1983 roku. Na przełomie lat 70. i 80. na niecałe dwa lata przeniósł się do Stanów Zjednoczonych, aby występować w zespole Minnesota Kicks.

## Kariera reprezentacyjna
W latach 60. i 70. był kapitanem reprezentacji Szwecji. Znajdował się w kadrze na mundialach w 1970, 1974 i 1978 roku. Łącznie w barwach reprezentacji narodowej wystąpił 115 razy. Był rekordzistą pod względem występów w kadrze do 1994 roku, kiedy to wyprzedzony został przez Thomasa Ravelliego. Aktualnie zajmuje w tej klasyfikacji 8. miejsce.